# 拟薄孔菌属
拟薄孔菌属（学名：Antrodiopsis）是白肉迷孔菌科下的一个属。

## 下属物种
本属包括以下物种：
- 脆拟薄孔菌 Antrodiopsis oleracea (R.W.Davidson & Lombard) Audet